# Eugen Eckert (Maler)
Eugen Eckert (* 3. April 1911 in Comănești, Rumänien; † 16. März 1998 in Teisendorf) war ein deutscher Bildhauer und Kunstmaler.

## Leben
Eugen Eckert studierte zunächst Germanistik und Kunstgeschichte an der Universität Bukarest, dann Architektur und Bildhauerei an der Akademie der bildenden Künste in Berlin unter den Professoren Wilhelm Gerstel und Paul Kranz. Im Zweiten Weltkrieg wurde er zum Militärdienst eingezogen und geriet in amerikanische Kriegsgefangenschaft. Seit 1948 war er in Teisendorf im Rupertiwinkel in Oberbayern niedergelassen. 1964 lebte er vorübergehend in Knesing bei St. Georgen. Bildtitel verweisen auf Aufenthalte an den oberbayrischen Seen und an der Nordsee sowie Reisen nach Italien (Jesolo) und Algerien (Oran). Seine Ehe, aus der ein Sohn hervorging, wurde geschieden.
Eckerts Werk wird künstlerischen Bestrebungen seiner Zeit zugeordnet, wie Expressiver Realismus, Tachismus und Abstrakter Expressionismus; er war außerdem Vorreiter der Gruppe Neue Wilde. Eckerts Bedeutung liegt in der für ihn typischen Abstrahierung von Landschaften, Gegenständen und Menschen. Typisch für sein Werk sind auch zahlreiche Blumenbilder und mit dem Einsatz von Gips und Zement erstellte Strukturbilder. Seine künstlerisches Gesamtwerk umfasst gegen 2000 Arbeiten. Um 1995 erwarb die Gemeinde Markt Teisendorf drei Bilder des Künstlers.
Eckert war Mitglied der regionalen Künstlervereinigungen „Künstlerring Chiemgau“ (gegründet 1927) und der Traunsteiner „gruppe 58“ (gegründet 1958). sowie der Neugründung „der bogen“. Freundschaft verband ihn mit dem Maler Hans-Erhard Wild aus Trostberg.

## Stilistische Einordnung
Eckerts Œuvre zeichnet sich durch seine Vielfältigkeit aus. Innerhalb der verschiedenen Strömungen der Nachkriegskunst blieb Eckert nicht einem einzelnen Stil verhaftet; er nahm expressionistische und impressionistische Einflüsse der zwanziger Jahre auf, um diese nach Art der expressiven Realisten in der Kunst nach dem Zweiten Weltkrieg weiterzuentwickeln und das Erlebte in den Kunstwerken zu verarbeiten. Nach einer gegenständlich geprägten malerischen Auseinandersetzung mit dem Chiemgau, seiner neuen Heimat, was zu dieser Zeit durch die Mitgliedschaft in Künstlergruppen dieser Region gefördert wurde, begann Eckert Motivisches zu abstrahieren. Als Eckert sowohl das gestaltende als auch das abstrahierende Vokabular der Malerei für sich entwickelt hatte, begann er diese in zahlreichen «Blumenstilleben» miteinander zu verschmelzen. Zu Beginn der 1960er Jahre schien sich Eckert mehrheitlich auf die Abstraktion zu konzentrieren. Aber auch innerhalb dieser Malerei bewies er künstlerische Flexibilität; rhythmisch-harmonische Kompositionen in Pastell des abstrakten Expressionismus scheinen motivisch die zeitlich darauffolgenden Materialbilder mit Gipsreliefs einzuleiten, bei welchen der Künstler dann lyrisch abstrakte Ansätze miteinbrachte. Die Technik des Farbtröpfelns und -schleuderns sowie den direkten Farbauftrag aus der Tube entwickelte Eckert in seinen informell-abstrakten Werken zu eigenwilligen ausdrucksstarken Kompositionen, wobei sich stellenweise die Farbstrukturen zu abstrakt-organischen Formen zusammenfügten. Sehr eindrucksvoll ist dies im Gemälde «Urgebilde» eines Spätwerkes erkennbar.
Mitte der siebziger Jahre begann sich in einigen Werken von Eugen Eckerts Schaffen eine neue Richtung abzuzeichnen: Die auf Mischtechniken basierenden Gemälde werden in ihrem gestischen Moment von kräftigen Farben und während des Malprozesses entstandenen reliefartigen Farbflächenstrukturen dominiert, was sowohl für Eckerts Spätwerk als auch für die sich erst in den achtziger Jahren etablierende Malerei der Neuen Wilden wegbereitend ist.
In den figurativen expressionistischen Werken wurden zudem die skizzierenden Umrisslinien der Körpergestalten charakteristisch, welche mit einem wilden Pinselduktus aufgetragen wurden. Zugleich intensiviert Eckert die großzügige und wilde Verwendung der Materialien während des Malaktes, so dass pastose Farbmassen entstanden und auf der Leinwand sedimentierten. Formal waren bei Eckert die maskenhaften Gestalten, das Heranführen des Bildausschnittes an den Betrachter und inhaltlich die bevorzugte Auseinandersetzung mit Stillleben und der Aktmalerei bezeichnend dafür, dass er den Wegbereitern dieser neuen Kunstrichtung zugeschrieben werden kann.
Eckert hat in seinem vielfältigen Œuvre verschiedene Stationen der Umsetzung von Dynamik und Rhythmik in seiner Kunst durchlebt und ist in seiner letzten Schaffensphase zu einer noch heute aktuellen Kunstströmung vorgestoßen. In diesen kraftvollen, ausdrucksstarken, fast aggressiv anmutenden Gemälden, in welchen der Farbgebung und der Materialstruktur ein solch hoher Stellenwert zukommt, ist Eckert zu einer großen malerischen Freiheit gelangt, welche es ihm erlaubt, sich subjektiv zu verwirklichen (Cornelia Richter).

## Werk (Auswahl)
- Mariensäule, Madonnenfigur mit Jesuskind im Arm auf dorischem Kapitell, 1,40 m hoch, aus weißem Untersberger Marmor, (1949), Teisendorf, Markt (Post Straße)
- Relief über dem Haupteingang des Schulhausneubaus in Teisenberg (1954/55).[3]
- Wandbild (1964), Teisendorf, Markt (Schulhaus)
- Faszination (1961, Pastellkreide), Zürich, Rothschild Bank
- Menschen im Herbst (1962, Pastellkreide), Zürich, Rothschild Bank
- Spachtelrelief (21 Quadratmeter) mit heimischen Tieren für das Foyer des Familienferienheims Teisendorf; mit Kunstmaler Hermann Peltz (1967)
- Menschen im Gespräch 2 Bilder (1986, Acryl), Teisendorf, Markt (Rathaus)
- Bergsee im Winter (1987, Acryl), Teisendorf, Markt (Rathaus)
- Reliefwand (Außenwand des ehemaligen Ateliers), Teisendorf, Markt (Zwiesel Straße)

## Ausstellungen (Beteiligungen)
- 1953: Traunstein, „Künstlerring Chiemgau“.[4]
- 1954: Traunstein, „Künstlerring Chiemgau“ (14 Arbeiten): 6. Wüstensonne, 7. Exotische Blumen, 8./13. Stilleben I/II, 9. Nebel, 10. Interieur, 11. Evolution, 12. Mohn (Pastelle); 14. Frau mit Blumen, 15. Traumgarten (Ölgemälde); 16. Selbstbildnis I (Pastell; unverkäuflich), 17. Sommermorgen, 18. Akt (Pastelle); 19. Prozession, 20. Blumenstilleben (Gouache); 21. Mooridyll, 22. Landschaft I (Aquarelle); 23. Selbstbildnis II (Tinte; unverkäuflich); 24. Landschaft II, 25. Am Wasser, 26. Bäume (Aquarelle); 27. Selbstbildnis III (Gouache; unverkäuflich); 28. Pferdestudie (Aquarell); 29. Mariae Verkündigung (Entwurf für Glasmalerei; unverkäuflich).
- 1955: Traunstein, „Künstlerring Chiemgau“ (7 Ölbilder, 4 Pastelle): Stilleben I, Walddurchblick, Wagingersee, Traunsteiner Motiv, Stilleben II, Landschaft in Oberbayern, Stilleben III, Föhnstimmung, Blumenstilleben, Bildnis Frl. S., Ramsau, Nordseelandschaft.
- 1957: Trostberg, „Künstlerring Chiemgau“.
- 1957: [einzige] Ausstellungsbeteiligung im Haus der Kunst, München: „Selbstbildnis mit Pfeife“, Öl (Ausstellungskatalog, Nr. 541, Neue Münchner Künstler-Genossenschaft).
- 1958: Ruhpolding, „gruppe 58“.
- 1858, 27.7.–10.8.: Trostberg: Freier Künstlerkreis Trostberg - gruppe 58 als Gast: 68. Das kleine Frühstück, 69. Stilleben mit Zitronen, 70. Stilleben mit Äpfeln, 71. Stilleben mit Krug, 72. Stilleben mit Fisch, 73. Stilleben mit Rettich, 74. Boote bei Nacht, 75. Akt (Ölgemälde), 76. Blumen-Stilleben (Pastell).
- 1959, 26.7.–16.8.: Ausstellung zeitnahe kunst malerei / grafik / plastik, Trostberg, Heinrich-Braun-Schule: Pastelle: 1. der maler (selbstbildnis), 2. stilleben mit flaschen (Abbildung), 3. in erwartung, 4. ein glas wein, zigarette und musik, 5. rückenakt, 6. der trinker, 7. winterstimmung, 8. stilleben mit obst; Öl: 9. akt, 10. stilleben mit flaschen und zitronenpresse, 11. stilleben mit fisch, 12./13. blumenstilleben I u. II, 14. kloster am see (Wachskreide), 15. vorstadtlandschaft, 16. im hafen, 17. Tempera: 18./19. blumen I u. II.
- 1960, 19.5.–13.6.: Nürnberg, Universa-Haus, „gruppe 58“: Pastelle: 7. Kreisend, 8. Kammermusik, 9. Gesprengte Formen, 10. Leterae, 11. Capriccio, 12. Ritterschlag, 13. Zuneigung, 14. Aura, 15. Lichterreigen, 16. Aufblühen (Katalog-Abbildung).[5]
- 1961, 30.7.–20.8.: Ruhpolding, Zeitnahe Kunst, „gruppe 58“: Pastelle: 1. Ute, 2. Rückenakt, 3. Stilleben mit Flaschen (Katalog-Abbildung), 4. Föhnstimmung, 5. Landschaft; Ölgemälde: 6. Bei Oran, 7. Maler-Stilleben.
- 1960; 1961: Trostberg, „gruppe 58“.
- 1962, 22.7.–5.8.: Trostberg, Heinrich-Braun-Schule, „gruppe 58“: 1. Vulkano, 2. Formen bei Nacht, 3. Durchbruch, 4. Zaghaftes Beginnen (Nr. 1.–4.: Strukturbilder); 5. Vino, 6. Obststilleben, 7. Harfenspielerin, 8. Jüngling, 9.–11. Strand von Jesolo (5.–11.: Pastelle).[6]
- 1964: Trostberg, „gruppe 58“.
- 1965: Traunstein, „der bogen“.
- 1966, ab 1.4.: Galerie Lore Dauer, Ludwigshafen/Rhein, Europahotel: „Künstlerring Chiemgau“ (Binder, Eckert, Engerer, Erhard-Wild, Frauenknecht, Lindner, Plenk, Wiedemann).[7]
- 1966, 25.6.–24.7.: Galerie Ulian, Am Münsterplatz 5, Bonn, „der bogen“ (8.–10.: Materialbilder, 11.–18.: Pastelle): 8. auferstehung, 9. antik, 10. elementares, 11. begegnung, 12. ferro, 13. sommernachmittag, 14. kosmisches, 15. mechanisches Spiel, 16. traumschiff, 17. schwebendes Licht, 18. vogelflug.[8]
- 1966, 31.7.–14.8.: Inzell, „der bogen“.[9]
- 1966, 31.7.–14.8.: Trostberg, „der bogen“: 16. studie nach bach (Pastell), 17. figuration (Materialbild), Ölgemälde: 18. projektion, 19. alchemie der pflanze, 20. strandgut, 21. nachtgetier, 21. blumenstilleben.
- 1967: Trostberg, hans erhard-wild-gedächtnis-ausstellung: 25.–30. geologisches Materialbilder.
- 1968, 4.–19.8.: Trostberg, „der bogen“; mit Hans Erhardt-Wild († 1967), Vilma Grütter, Stein a.d. Traun (* 1920, † 2012), Petra Moll, München (* 1921, † 1989), Eugen Eckert (Porträt-Foto), Egon Eppich, Nürnberg (* 1927, † 1982), Hermann Frauenknecht, Altdorf (* 1929, † 2010), Christoph Gerling, Altdorf (* 1937), Werner von Houwald, Ruhpolding (* 1901, † 1974), Rudolf Kobler, Trostberg (* 1940), Hermann Ober, Freilassing (* 1920, † 1997), Theodor Reichart, Nürnberg (* 1919, † 2003), Franz Vornberger, Nürnberg (* 1911, † 2008), Max Söllner, Nürnberg (* 1929, † 2003), Erno Wiedenmann, Traunstein (* 1926, † 2009).
- 1973, 2.6. bis 1.7.: München, Berufsverband bildender Künstler e. V., „Autonome“: 39. Eruption.
- 1985: München, Renatastraße: Galerie und Skulpturengarten U 1.
- 1987: Traunstein, Kleine Galerie im Stock.[10]
- 1998, 9.5.: Teisendorf, Bürgerthek im Rathaus; Musikalischer Auftakt-Abend, Verein zur Förderung der Kultur in Teisendorf (mit Bildhauer Franz Prinke).

## Sammlungen (Auswahl)
- Sammlung Elisabeth Husemann, ca. 65 Werke aus verschiedenen Lebensphasen